# 孙立宁
孙立宁（1964年1月—），智能制造技术领域专家，苏州大学教授、博士生导师，苏州大学机电工程学院院长。入选中华人民共和国教育部第八批“长江学者”特聘教授、中国国家“万人计划”科技创新领军人才，曾就读于哈尔滨工业大学机械工程专业。